# وهدة أنفية
تبدأ المناطق الشَّمِّيَّة في التحول منذ نشأة الأجزاء المحيطية إلى وهدات أنفية أو وهدات شمية تثلم الناتئ الجبهي الأنفي وتقسمه إلى ناتئ أنفي وسطي وناتئين جانبيين.

## صور إضافية

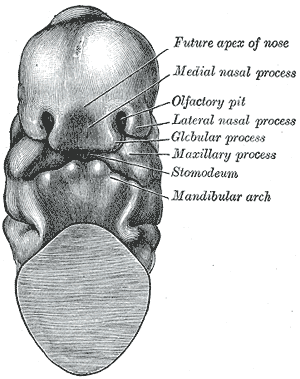
مؤخرة رأس جنين بشري يتراوح عمره من ثلاثين إلى واحد وثلاثين يومًا.
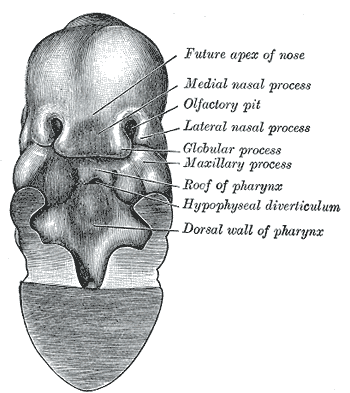
نفس الجنين الظاهر في الشكل رقم 45، بعد إزالة الجدار الأمامي للبلعوم.
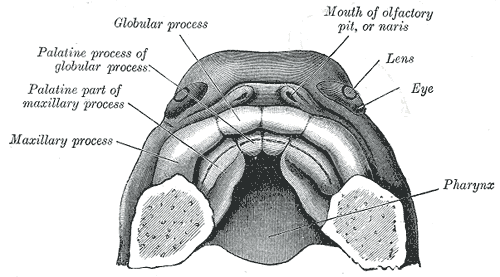
سقف الفم لجنين بشري يبلغ عمره نحو شهرين ونصف، وتظهر فيه البنية التشريحية للحنك.
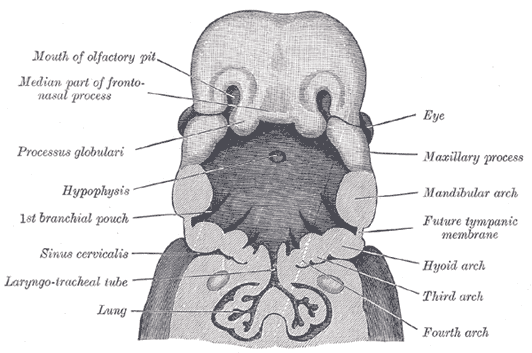
السطح البطناني لرأس ورقبة جنين بشري يبلغ عمره اثنين وثلاثين يومًا.